# Бірюч
Бірю́ч, або Бирю́ч (рос. Бирюч) — місто в Росії, центр Красногвардєйського району Бєлгородської області. Розташоване у межах українського історико-культурного регіону Східна Слобожанщина. Населення міста становить 7 919 осіб (2008; 8 тис. в 2005, 8 079 в 2002, 8,5 тис. в 1989).

## Історія

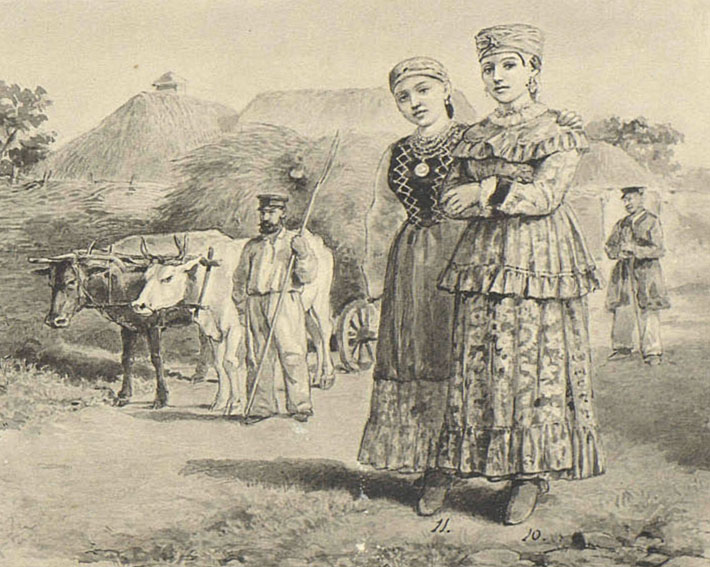
Українки з Бирюцького повіту. Кінець ХІХ століття

Місто було засноване козацьким сотником Іваном Медковим у 1705 році разом із козацьким товариством, яки переселилися до верхів'їв річки Тихої Сосни, в урочищі Бірючої Яруги. Новостворене козацьке поселення, називаючись Бірюч, належало до Острогозького полку Слобідської України.
З 1779 року Бірюч — повітове місто. На початку XX століття місто славилося своїм купецтвом і торгівлею.
У березні 1918 року центр повіту було перенесено до Алексєєвки. 7 січня 1919 року Бірюч перейменовано на Будьонний, а 8 січня 1958 — на село Красногвардєйське. Районний центр.
1 лютого 1963 року Указом Президії Верховної Ради РРФСР Красногвардєйський район ліквідовано, а його села увійшли до складу Новооскільського і Алексєєвського районів.
З 3 березня 1964 року селище Красногвардєйське стало центром відновленого Красногвардєйського району.
1975 року Красногвардєйське отримало статус селища міського типу.
24 березня 2005 року постановою Бєлгородської обласної Думи смт Красногвардєйське віднесене до категорії міст. 30 січня 2007 року Федеральним законом РФ Красногвардєйське було перейменоване на стару назву Бірюч.

### Російсько-українська війна
В листопаді 2022 року завдяки знятому ще у вересні того ж року відео з українського розвідувального БПЛА «Лелека-100» стало відомо про створення у місті «кладовища» російської військової техніки, пошкодженої під час повномасштабного вторгнення в Україну. Дана техніка зазнала значних ушкоджень й відновленню не підлягає. На базі було помічено самохідні артилерійські установки, танки, бронетранспортери, засоби протиповітряної оборони, тощо.
Схожі бази зі знищеною російською військовою технікою були помічені поблизу села Головчино (також Білгородська область) та Джанкоя, у тимчасово окупованому Криму.

## Населення
За переписом 1897 року у місті проживало 13 081 осіб (6 589 чоловіків та 6 492 жінки). Розподіл населення за мовою згідно з переписом 1897 року:
| Мова       | Осіб   | Відсоток |
| ---------- | ------ | -------- |
| українська | 10 760 | 82,26 %  |
| російська  | 2 216  | 16,94 %  |
| єврейська  | 53     | 0,40 %   |
| інші       | 52     | 0,40 %   |
| Разом      | 13 081 | 100 %    |

## Економіка
У місті працюють молочний, овочеконсервний та цегельний заводи, друкарня. Є краєзнавчий музей.

## Пам'ятки
- Митрофанівська церква
- Церква Різдва Христового
- Торгові ряди (XVIII)
- Будівля колишнього земства
- Залишки Бєлгородського захисного кордону (XVII)

## Уродженці
- Павловський Євген Никанорович — радянського паразитолог, академік.
- Ліпко Петро Іванович — генерал-хорунжий Армії УНР.
- Федір Степанович Цицурін (1814 - 1895) — український інтерніст, педагог та організатор охорони здоров'я, перший професор-терапевт медичного факультету Київського Університету, який зробив значний внесок зробив значний внесок у становлення київської школи терапевтів.